# Discographie de Teen Top
La discographie du boys band sud-coréen Teen Top est composée d'un album studio, sept mini-albums, quatre albums singles et de seize singles.

## Albums

### Album studio
| Titre                                                                              | Détails de l'album | Meilleure position | Ventes                                       |
| Titre                                                                              | Détails de l'album | COR                | Ventes                                       |
| Coréen                                                                             | Coréen | Coréen             | Coréen                                       |
| ---------------------------------------------------------------------------------- | --- | ------------------ | -------------------------------------------- |
| No. 1,                                                                             | - Date de sortie : 25 février 2013 - Réédition : 25 avril 2013 (Édition Spéciale) - Label : TOP Media - Formats : CD, téléchargement numérique | 2                  | - COR : plus de 96 131 - JPN : plus de 8 341 |
| "—" signifie que l'album ne s'est pas classé ou n'est pas sorti dans cette région. | |                    |                                              |

### Mini-albums (EPs)
| Titre                 | Détails de l'album | Meilleure position | Ventes                                         |
| Titre                 | Détails de l'album | COR                | Ventes                                         |
| Coréen                | Coréen | Coréen             | Coréen                                         |
| --------------------- | --- | ------------------ | ---------------------------------------------- |
| Roman,                | - Date de sortie : 26 juillet 2011 - Label : TOP Media - Formats : CD, téléchargement numérique                                                                 | 2                  | - COR : plus de 27 430,                        |
| It's,                 | - Date de sortie : 9 janvier 2012 - Label : TOP Media - Formats : CD, téléchargement numérique                                                                  | 3                  | - COR : plus de 67 299,                        |
| Artist,               | - Date de sortie : 30 mai 2012 - Label : TOP Media - Formats : CD, téléchargement numérique                                                                     | 2                  | - COR : plus de 49 568,                        |
| Teen Top Class,       | - Date de sortie : 26 août 2013 - Réédition : 23 octobre 2013 (Teen Top Class Addition) - Label : TOP Media - Formats : CD, téléchargement numérique            | 1                  | - COR : plus de 101 156, - JPN : plus de 3 411 |
| Éxito                 | - Date de sortie : 15 septembre 2014 - Réédition : 10 novembre 2014 (Teen Top 20’s Love Two ÉXITO) - Label : TOP Media - Formats : CD, téléchargement numérique | 2                  | - COR : plus de 91 947                         |
| Natural Born Teen Top | - Date de sortie : 22 juin 2015 - Label : TOP Media - Formats : CD, téléchargement numérique                                                                    | 1                  | - COR : plus de 58 424 - JPN : plus de 21 504, |
| Red Point             | - Date de sortie : 18 janvier 2016 - Label : TOP Media - Formats : CD, téléchargement numérique                                                                 | 1                  | - COR : plus de 81 101 - JPN : plus de 26 853  |

### Albums singles
| Titre                                                                              | Détails de l'album                                                                               | Meilleure position | Ventes                  |
| Titre                                                                              | Détails de l'album                                                                               | COR                | Ventes                  |
| Coréen                                                                             | Coréen                                                                                           | Coréen             | Coréen                  |
| ---------------------------------------------------------------------------------- | ------------------------------------------------------------------------------------------------ | ------------------ | ----------------------- |
| Come into the World,                                                               | - Date de sortie : 9 juillet 2010 - Label : TOP Media - Formats : CD, téléchargement numérique   | 16                 | - COR : plus de 10 979  |
| Transform,                                                                         | - Date de sortie : 12 janvier 2011 - Label : TOP Media - Formats : CD, téléchargement numérique  | 6                  | - COR : plus de 24 910, |
| Be Ma Girl Summer Special,                                                         | - Date de sortie : 3 août 2012 - Label : TOP Media - Formats : CD, téléchargement numérique      | 2                  | - COR : plus de 46 719, |
| Snow Kiss,                                                                         | - Date de sortie : 10 décembre 2014 - Label : TOP Media - Formats : CD, téléchargement numérique | 4                  | - COR : plus de 7 492   |
| "—" signifie que l'album ne s'est pas classé ou n'est pas sorti dans cette région. |                                                                                                  |                    |                         |

### Compilation
| Titre                | Détails de l'album                                                                                 | Liste des pistes |
| Japonais             | Japonais                                                                                           | Japonais |
| -------------------- | -------------------------------------------------------------------------------------------------- | --- |
| Japan First Edition, | - Date de sortie : 23 mai 2012 - Label : Universal D - Formats : CD, téléchargement numérique, DVD | - CD 1. Transform 2. Supa Luv 3. Angel 4. 香水をつけないで (No More Perfume on You) 5. Beautiful Girl 6. First Kiss 7. 手の甲がかすめる (The Back of my Hand brushes against) 8. Tell me why 9. Supa Luv [Inst.] 10. 香水をつけないで (No More Perfume on You) [Inst.] - DVD 1. Supa Luv MV [Original & Dance Ver.] 2. Angel MV [Sketch Ver.] 3. 香水をつけないで (No More Perfume on You) MV [Original & Dance Ver.] 4. 手の甲がかすめる (The Back of my Hand brushes against) [Sketch Ver.] 5. Transform Jacket Making Film 6. Roman MV Making Story 7. 2012 Teen Top Calendar |

## Singles
| Titre                                                                                 | Année | Meilleures positions | Meilleures positions | Ventes                         | Album                     |
| Titre                                                                                 | Année | COR Gaon             | COR Billboard        | Ventes                         | Album                     |
| ------------------------------------------------------------------------------------- | ----- | -------------------- | -------------------- | ------------------------------ | ------------------------- |
| "Clap"                                                                                | 2010  | 69                   | —                    |                                | Come into the World       |
| "Supa Luv"                                                                            | 2011  | 40                   | —                    |                                | Transform                 |
| "No More Perfume On You"                                                              | 2011  | 21                   | 20                   | - COR (DL) : plus de 929 962   | Roman                     |
| "Going Crazy"                                                                         | 2012  | 7                    | 8                    | - COR (DL) : plus de 1 929 638 | It's                      |
| "To You"                                                                              | 2012  | 13                   | 9                    | - COR (DL) : plus de 1 115 436 | Artist                    |
| "Be Ma Girl"                                                                          | 2012  | 9                    | 10                   | - COR (DL) : plus de 690 737   | Be Ma Girl Summer Special |
| "I Wanna Love"                                                                        | 2013  | 28                   | 18                   | - COR (DL) : plus de 166 608   | No. 1                     |
| "Miss Right"                                                                          | 2013  | 8                    | 7                    | - COR (DL) : plus de 788 044   | No. 1                     |
| "Walk by..."                                                                          | 2013  | 41                   | 28                   | - COR (DL) : plus de 131 713   | No. 1                     |
| "Rocking"                                                                             | 2013  | 7                    | 10                   | - COR (DL) : plus de 404 835   | Teen Top Class            |
| "못났다 (Lovefool)"                                                                   | 2013  | 40                   | —                    |                                | Teen Top Class            |
| "Missing"                                                                             | 2014  | 8                    | —                    | - COR (DL) : plus de 255 434   | Éxito                     |
| "I'm Sorry"                                                                           | 2014  | 33                   | —                    | - COR (DL) : plus de 36 735    | Éxito                     |
| "Ah-Ah"                                                                               | 2015  | 14                   | —                    | - COR (DL) : plus de 177 752   | Natural Born Teen Top     |
| "Except for Me"                                                                       | 2015  | —                    | —                    | - COR (DL) : plus de 13 861    | Single Digital            |
| "Warning Sign"                                                                        | 2016  | 47                   | —                    | - COR (DL) : plus de 44 281    | Red Point                 |
| "—" signifie que le morceau ne s'est pas classé ou n'est pas sorti dans cette région. |       |                      |                      |                                |                           |

## Autres chansons classées
| Titre                                                                                 | Année | Meilleures positions | Meilleures positions | Album          |
| Titre                                                                                 | Année | COR Gaon             | COR Billboard        | Album          |
| ------------------------------------------------------------------------------------- | ----- | -------------------- | -------------------- | -------------- |
| "Don't I"                                                                             | 2013  | 72                   | —                    | Teen Top Class |
| "Date"                                                                                | 2013  | 113                  | —                    | Teen Top Class |
| "Oh! Good"                                                                            | 2013  | 134                  | —                    | Teen Top Class |
| "Rock Star (feat. Maboos)"                                                            | 2013  | 153                  | —                    | Teen Top Class |
| "Teen Top Class"                                                                      | 2013  | 160                  | —                    | Teen Top Class |
| "—" signifie que le morceau ne s'est pas classé ou n'est pas sorti dans cette région. |       |                      |                      |                |

### Single promotionnel
| Titre                                                                                 | Détails | Meilleures positions | Meilleures positions | Album                 |
| Titre                                                                                 | Détails | COR Gaon             | COR Billboard        | Album                 |
| ------------------------------------------------------------------------------------- | --- | -------------------- | -------------------- | --------------------- |
| Supa Luv A-Rex Remix                                                                  | - Date de sortie : 18 février 2011 - Langue : Coréen - Note : Utilisé pour les promotions du film Sortilège (Beastly) en Asie | 78                   | —                    | Pas de sortie d'album |
| "—" signifie que le morceau ne s'est pas classé ou n'est pas sorti dans cette région. | |                      |                      |                       |

## DVD
| Année | Titre              | Détails                                                                | Liste des titres |
| ----- | ------------------ | ---------------------------------------------------------------------- | --- |
| 2012  | aRtisT Special DVD | - Date de sortie : 12 décembre 2012 - Format : 2DVD - Durée : 180 min. | Liste des titres Disque 1 1. "To You" Main Teaser 2. "To You" MV Full Version 3. "To You" (Love is Pain) 4. "To You" (Love is Pure) 5. "To You" (Love is Fight) 6. "To You" MV Performance Version 7. "To You" MV Making Film Disque 2 1. Self Caméra Mission 2. "To You" Dance Rehearsal 3. Golden Bell 4. "To You" Comeback Making 5. On Air: 10 Spécial Clips |

## Vidéographie

### Clips vidéos
| Année | Titre                                                      | Durée |
| ----- | ---------------------------------------------------------- | ----- |
| 2010  | 박수 (Clap)                                                | 3:29  |
| 2010  | 박수 (Clap) (Dance Version)                                | 3:19  |
| 2011  | Supa Luv                                                   | 3:35  |
| 2011  | Supa Luv (Dance Version)                                   | 3:18  |
| 2011  | Supa Luv A-Rex Remix                                       | 3:19  |
| 2011  | Angel                                                      | 3:40  |
| 2011  | 향수 뿌리지마 (No More Perfume on You)                     | 3:32  |
| 2011  | 향수 뿌리지마 (No More Perfume on You) (Dance Version)     | 3:32  |
| 2012  | 미치겠어(Crazy) (Full Version)                             | 4:52  |
| 2012  | 미치겠어(Crazy) (Dance Version)                            | 3:13  |
| 2012  | To You                                                     | 3:49  |
| 2012  | To You (Performance Version)                               | 3:07  |
| 2012  | 나랑 사귈래 (Be Ma Girl)                                   | 3:20  |
| 2012  | 나랑 사귈래 (Be Ma Girl) (Performance Version)             | 3:17  |
| 2013  | 사랑하고 싶어 (I Wanna Love)                               | 3:31  |
| 2013  | 긴 생머리 그녀 (Miss Right)                                | 3:47  |
| 2013  | 긴 생머리 그녀 (Miss Right) (Dance Version)                | 3:18  |
| 2013  | 긴 생머리 그녀 (Miss Right) (Locker Room One Take Version) | 3:21  |
| 2013  | 길을 걷다가...(Walk by...)                                 | 3:18  |
| 2013  | 박수 앙코르 (CLAP ENCORE)                                  | 3:54  |
| 2013  | 장난아냐 (Rocking)                                         | 3:35  |
| 2013  | 장난아냐 (Rocking) Dance Version                           | 3:28  |
| 2014  | 쉽지않아 (Missing)                                         | 4:04  |
| 2014  | 우린 문제없어 (I'm Sorry)                                  | 4:09  |
| 2014  | 눈사탕 (Snow Kiss)                                         | 3:09  |
| 2015  | 아침부터 아침까지 (ah-ah)                                  | 3:39  |
| 2016  | 사각지대 (Warning Sign)                                    | 3:46  |